# Murhisalo
Murhisalo este o arie protejată (arie specială de conservare — SAC, sit de importanță comunitară — SCI) din Finlanda întinsă pe o suprafață de 6.548 ha, integral pe uscat.

## Localizare
Centrul sitului Murhisalo este situat la coordonatele 64°41′34″N 30°00′33″E / 64.6928°N 30.0092°E.

## Înființare
Situl Murhisalo a fost declarat sit de importanță comunitară în august 1998 pentru a proteja 1 specie de plante și 3 specii de animale. Situl a fost protejat și ca arie specială de conservare în aprilie 2015.

## Biodiversitate
Situată în ecoregiunea boreală, aria protejată conține 15 habitate naturale: Ape oligotrofe din câmpii nisipoase, cu un conținut foarte redus de minerale (Littorelletalia uniflorae), Lacuri și iazuri distrofice naturale, Râuri naturale fino-scandinave, Cursuri de apă de la nivel de câmpie la nivel montan, cu vegetație Ranunculion fluitantis și Callitricho-Batrachion, Turbării active, Mlaștini turboase de tranziție și turbării mișcătoare, Izvoare fino-scandinave și mlaștini produse de izvoare bogate în minerale, Mlaștini alcaline, Turbării Aapa, Taiga vestică, Păduri fino-scandinave bogate în ierburi cu Picea abies, Păduri de conifere pe eskere fluvioglaciare sau legate la acestea, Păduri caducifoliate de mlaștină fino-scandinave, Mlaștini împădurite, Păduri aluvionare cu Alnus glutinosa și Fraxinus excelsior (Alno-Padion, Alnion incanae, Salicion albae).
La baza desemnării sitului se află mai multe specii protejate:
- plante (1): Ranunculus lapponicus
- mamifere (2): gluton (Gulo gulo), vidră de râu (Lutra lutra)
- nevertebrate (1): Pytho kolwensis

Pe lângă speciile protejate, pe teritoriul sitului au mai fost identificate 7 specii de plante, 20 de specii de păsări, 4 specii de mamifere, 27 de specii de pești.